# Vega de Villalobos
Vega de Villalobos es un municipio de España, en la provincia de Zamora, comunidad autónoma de Castilla y León.
Se encuentra situado en la comarca de Tierra de Campos, a pocos kilómetros de las Lagunas de Villafáfila, uno de los humedales más importantes de la provincia y hábitat de una infinidad de aves, entre ellas la avutarda. Parte de su término municipal se integra dentro de la ZEPA Penillanuras-Campos Sur.

## Historia
La fundación de Vega de Villalobos parece remontarse al proceso repoblador emprendido por los reyes leoneses en la Alta Edad Medía. Así, en 1142 ya se recoge documentalmente la existencia de Vega de Villalobos, en la compra de terrenos que hizo en la localidad el monasterio de San Claudio de León.
Durante la Edad Moderna, Vega de Villalobos estuvo integrado en la provincia de León, integrándose en la provincia de Zamora en la división provincial de 1833, conservando la adscripción regional a la Región Leonesa.

## Geografía humana

### Demografía
Cuenta con una población de 91 habitantes (INE 2024).
| Gráfica de evolución demográfica de Vega de Villalobos entre 1842 y 2021                                              |
| |
| Población de derecho según los censos de población del INE. Población de hecho según los censos de población del INE. |

## Patrimonio

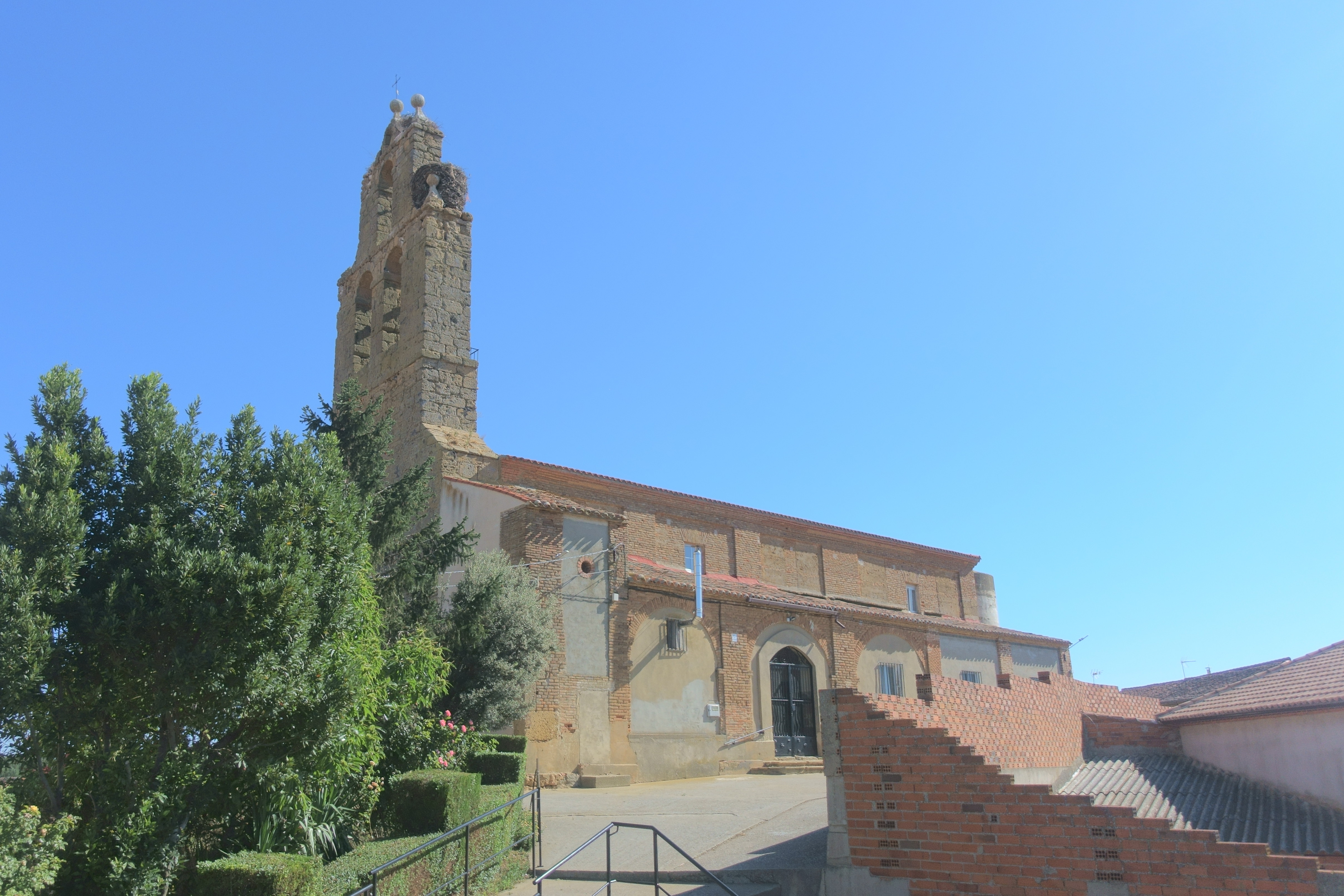
Iglesia de San Román.

Su edificio más significativo es la iglesia de San Román, de la que destaca su majestuosa torre. También son de especial interés el caño, los plantíos, las bodegas y los diversos palomares típicos de esta zona de la provincia.

## Fiestas
Las festividades locales de este municipio se celebran el 30 de julio —aunque usualmente se extienden al 31— en honor a sus Santicos, San Abdón y San Senén.